# 카바레 볼테르 (취리히)

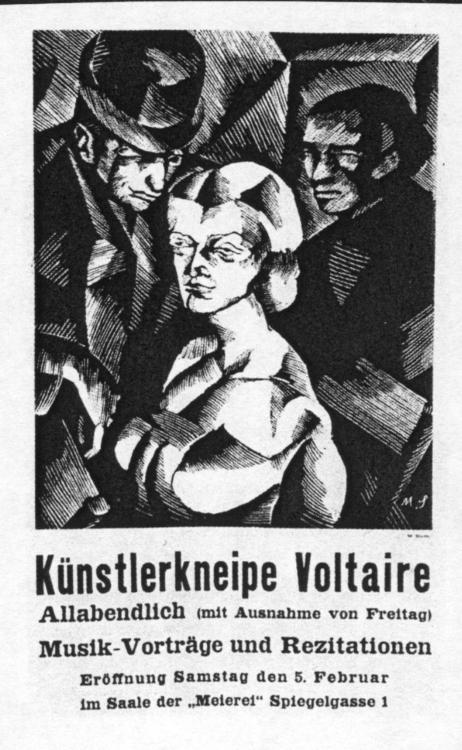
1916년 2월 5일자 카바레 볼테르 광고

카바레 볼테르(Cabaret Voltaire)는 1916년 스위스 취리히에서 짧게 운영한 나이트클럽으로, 21세기에 부활했다. 1916년 2월 5일 휴고 볼과 동료 에미 헤닝스가 예술 및 정치적 목적을 위한 카바레로 설립했다. 다른 창립 회원으로는 리하르트 휠젠베크, 마르셀 얀코, 트리스탕 차라, 조피 토이버아르프, 장 아르프가 있다. 카바레 볼테르는 다다이즘으로 알려진 무정부 예술 운동의 창립에 중추적인 역할을 했다.

## 역사

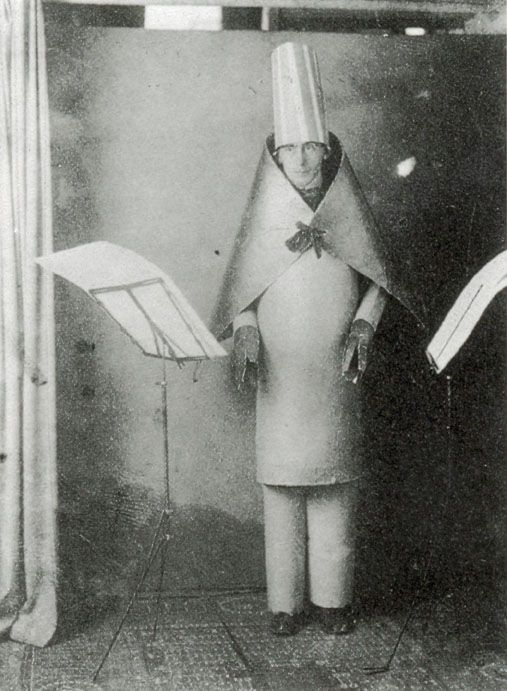
1916년 카바레 볼테르에서 공연하는 휴고 볼

제1차 세계 대전에서 중립국이었던 스위스에는 많은 난민들이 피난왔으며, 그중에는 유럽 전역에서 온 예술가들도 있었다. 휴고 볼과 에미 헤닝스는 1915년 취리히 최초의 문학 카바레인 판타그루엘을 개장했던 홀렌디셰 마이에라이의 후원자 에프라임 얀에게 접근했다. 얀은 이벤트를 위한 뒷방을 사용하도록 허락했고, 1916년 2월 2일 클럽의 개장을 알리는 보도가 있었다.
카바레 볼테르. 이 이름으로 젊은 예술가와 작가 그룹이 예술 엔터테인먼트의 중심이 되는 것을 목표로 형성됐습니다. 원칙적으로 카바레는 예술가와 장기 체류 고객으로 운영되며, 매일 친목회 후 음악 또는 문학 공연이 이루어집니다. 모든 성향을 가진 젊은 취리히의 예술가들을 초대합니다.
1916년 7월 28일 볼은 다다 선언문(Dada Menifesto)을 낭독했으며, 6월에는 다다라는 동명의 잡지를 출간했다. 시인 기욤 아폴리네르의 작품이나 예술가들의 작품이 실렸으며, 아르프가 디자인한 표지가 있었다. 하지만 카바레 볼테르 자체는 1916년 여름에 문을 닫았다. 다다 운동이 막 시작되던 1917년 카바레 볼테르가 일으킨 인기는 시들해졌고, 예술가들은 취리히의 갤러리 다다와 같은 다른 장소로 이동했다가 나중에는 파리와 베를론으로 이동했다.

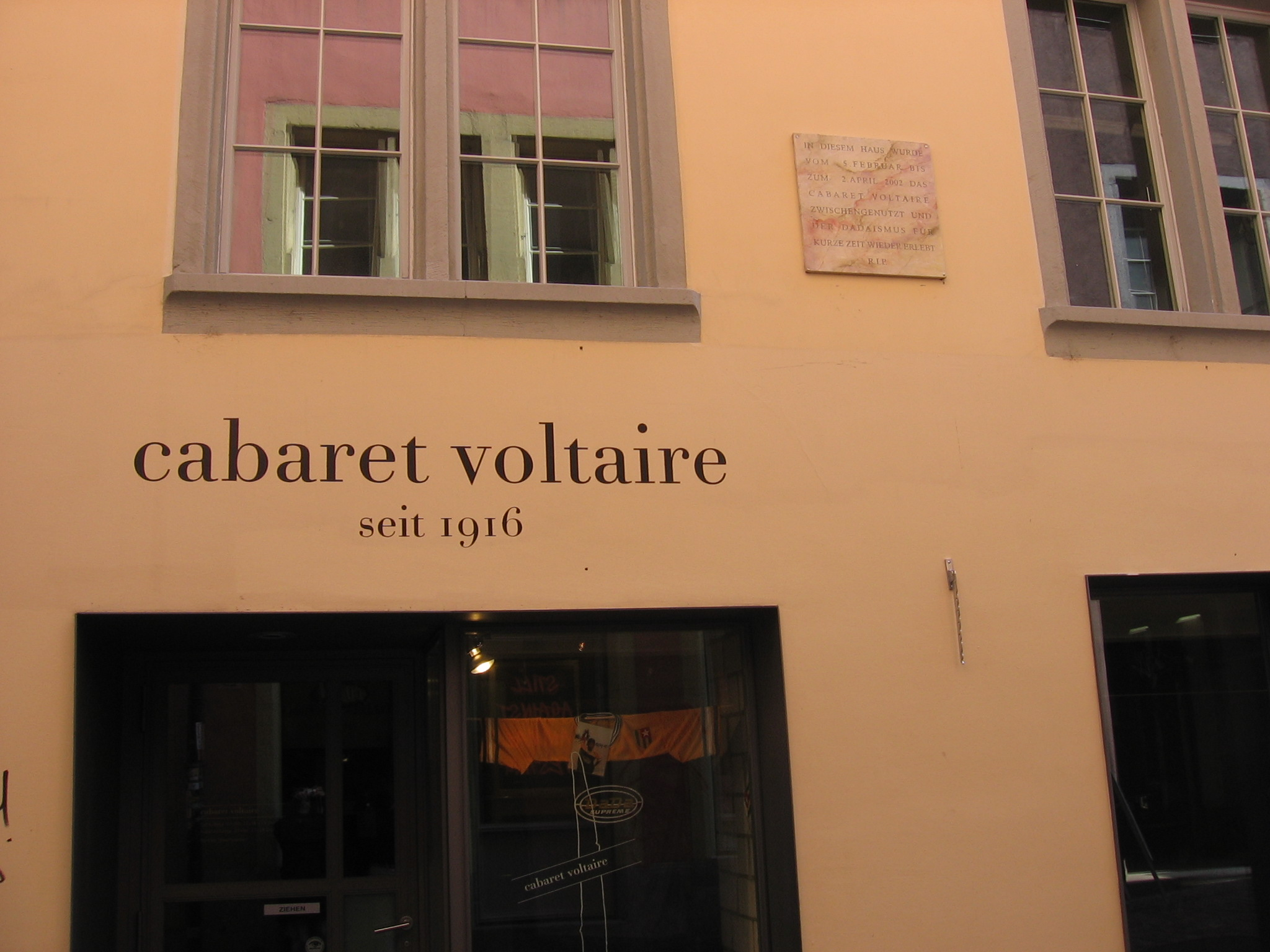
새로운 위치의 카바레 볼테르 모습

21세기가 된 후 카바레 볼테르가 있던 건물이 파손됐다. 이에 2001년과 2002년 마크 디보가 조직한 신다다이즘주의자라고 설명하는 에술가 그룹이 건물 철거 계획에 항의하기 위해 스쾃을 진행하며, 새로운 세대 예술가들이 다다의 부활에 동참하는 신호라고 알렸다. 이후 3개월 동안 수많은 공연, 파티가 있었으며, 수많은 예술가들이 참여했다. 2002년 4월 2일, 경찰은 거주자들을 퇴거시켰다. 이후 2008년 새로운 카바레 볼테르가 문을 열었다.